# 猛洞河
猛洞河，是中国长江流域的一条河流，汇入酉水，属于沅江水系。河长158千米，流域面积2275平方千米，多年平均流量51立方米每秒。自然落差228米。水能理论蕴藏量7万千瓦。